# Oxypoda sagulata
Oxypoda sagulata är en skalbaggsart som beskrevs av Wilhelm Ferdinand Erichson 1839. Oxypoda sagulata ingår i släktet Oxypoda och familjen kortvingar. Inga underarter finns listade i Catalogue of Life.